# الطیب الحاج بن خلف‌الله
الطیب الحاج بن خلف‌الله (انگلیسی: El-Tayeb El-Hadj Ben Khelfallah؛ زادهٔ ۱۸ ژانویهٔ ۱۹۷۰) بازیکن والیبال اهل الجزایر بود.